# Elizabeth Kendall (Politikerin)

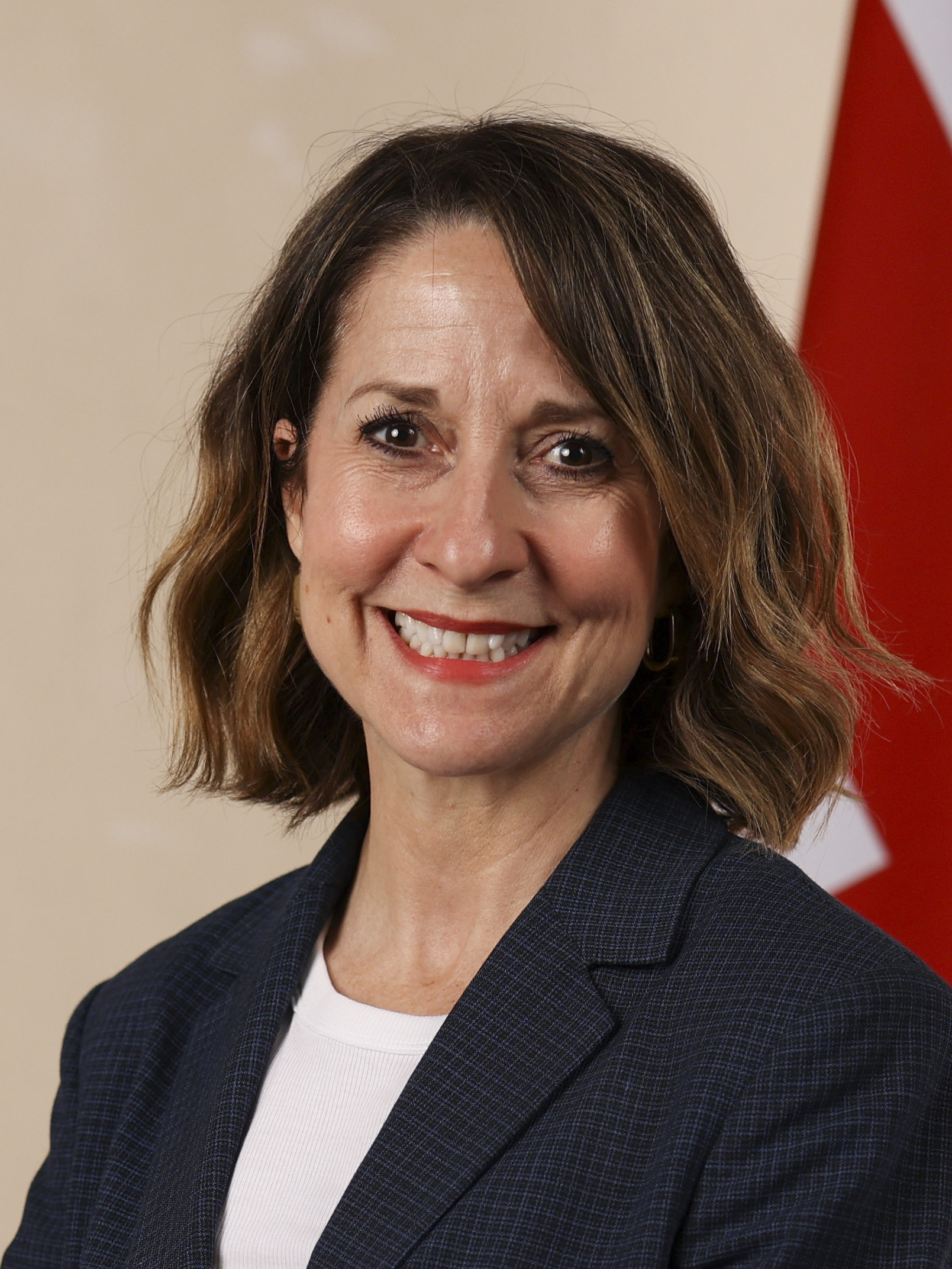
Liz Kendall (2024)

Elizabeth „Liz“ Kendall (* 11. Juni 1971 in Abbots Langley, Hertfordshire) ist eine britische Politikerin der Labour Party.

## Leben und Karriere
Kendall sitzt seit 2010 im Britischen Unterhaus für den Wahlkreis Leicester West. Nach dem Rücktritt von Ed Miliband als Parteivorsitzendem am 8. Mai 2015 trat sie als Kandidatin um den Vorsitz an, belegte bei der Abstimmung jedoch lediglich den vierten Platz. Seit dem 5. Juli 2024 ist Kendall im Kabinett Starmer Ministerin für Arbeit und Pensionen im Vereinigten Königreich.